# Кобилін
Кобилін (пол. Kobylin) — місто в західній Польщі.

## Демографія
Демографічна структура станом на 31 березня 2011 року:
|          | Загалом | Допрацездатний вік | Працездатний вік | Постпрацездатний вік |
| -------- | ------- | ------------------ | ---------------- | -------------------- |
| Чоловіки | 1599    | 391                | 1067             | 141                  |
| Жінки    | 1629    | 343                | 957              | 329                  |
| Разом    | 3228    | 734                | 2024             | 470                  |